# Resolutie 927 Veiligheidsraad Verenigde Naties
Resolutie 927 van de Veiligheidsraad van de Verenigde Naties werd op 15 juni 1994 unaniem aangenomen.

## Achtergrond
Nadat het in 1964 tot geweld was gekomen tussen de Griekse en Turkse bevolkingsgroep op Cyprus, stationeerden de VN de UNFICYP-vredesmacht op het eiland. Die macht werd sindsdien om het half jaar verlengd. 
In 1974 bezette Turkije het noorden van Cyprus, na een Griekse poging tot staatsgreep. In 1983 werd dat noordelijke deel met Turkse steun van Cyprus afgescheurd. Midden 1990 begon het toetredingsproces van (Grieks-)Cyprus tot de Europese Unie, maar de EU erkende de Turkse Republiek Noord-Cyprus niet.

## Inhoud

### Waarnemingen
De secretaris-generaal, Boutros Boutros-Ghali, beval aan om UNFICYP nogmaals met zes en
een halve maand te verlengen. Hij rapporteerde ook dat de vredesmacht gehinderd werd bij haar patrouilles in en
langs de VN-bufferzone, dat tegen het staakt-het-vuren werd gezondigd en het weghalen van manschappen uit de bufferzones in
het slop zat. Nog was er geen vooruitgang in het zoeken naar een oplossing, het verminderen van de buitenlandse
troepen (van Turkije) of de defensie-uitgaven van Cyprus.

### Handelingen
De Veiligheidsraad verlengde UNFICYP tot 31 december 1994. De partijen werden opgeroepen incidenten langs
de bufferzone te vermijden. Intussen behoorde een herstructurering van de macht constant tot de mogelijkheden.
Alle betrokkenen moesten meewerken aan een buitenlandse terugtrekking en het terugdringen van Cyprus' defensiebudget.
Ook moest er een verbod op wapens groter dan handvuurwapens komen langs de staakt-het-vuren-lijn en op het
afvuren van wapens binnen gezichts- of gehoorsafstand van de bufferzone. Ook moest worden voortgedaan met het weghalen van manschappen uit de bufferzone zoals in 1989 was overeengekomen. De leiders van de twee gemeenschappen moesten
tolerantie en verzoening promoten en er moest vertrouwen worden opgebouwd.
Naar aanleiding van het rapport van secretaris-generaal van 30 mei zouden de situatie en de rol van de VN erin
grondig herzien worden. De secretaris-generaal werd bovendien gevraagd tegen 15 december te rapporteren over de
uitvoering van deze resolutie.

## Verwante resoluties
- Resolutie 889 Veiligheidsraad Verenigde Naties (1993)
- Resolutie 902 Veiligheidsraad Verenigde Naties
- Resolutie 939 Veiligheidsraad Verenigde Naties
- Resolutie 969 Veiligheidsraad Verenigde Naties

Lijst ·  893 ·  894 ·  895 ·  896 ·  897 ·  898 ·  899 ·  900 ·  901 ·  902 ·  903 ·  904 ·  905 ·  906 ·  907 ·  908 ·  909 ·  910 ·  911 ·  912 ·  913 ·  914 ·  915 ·  916 ·  917 ·  918 ·  919 ·  920 ·  921 ·  922 ·  923 ·  924 ·  925 ·  926 ·  927 ·  928 ·  929 ·  930 ·  931 ·  932 ·  933 ·  934 ·  935 ·  936 ·  937 ·  938 ·  939 ·  940 ·  941 ·  942 ·  943 ·  944 ·  945 ·  946 ·  947 ·  948 ·  949 ·  950 ·  951 ·  952 ·  953 ·  954 ·  955 ·  956 ·  957 ·  958 ·  959 ·  960 ·  961 ·  962 ·  963 ·  964 ·  965 ·  966 ·  967 ·  968 ·  969